# Grauwzustersklooster (Maastricht)

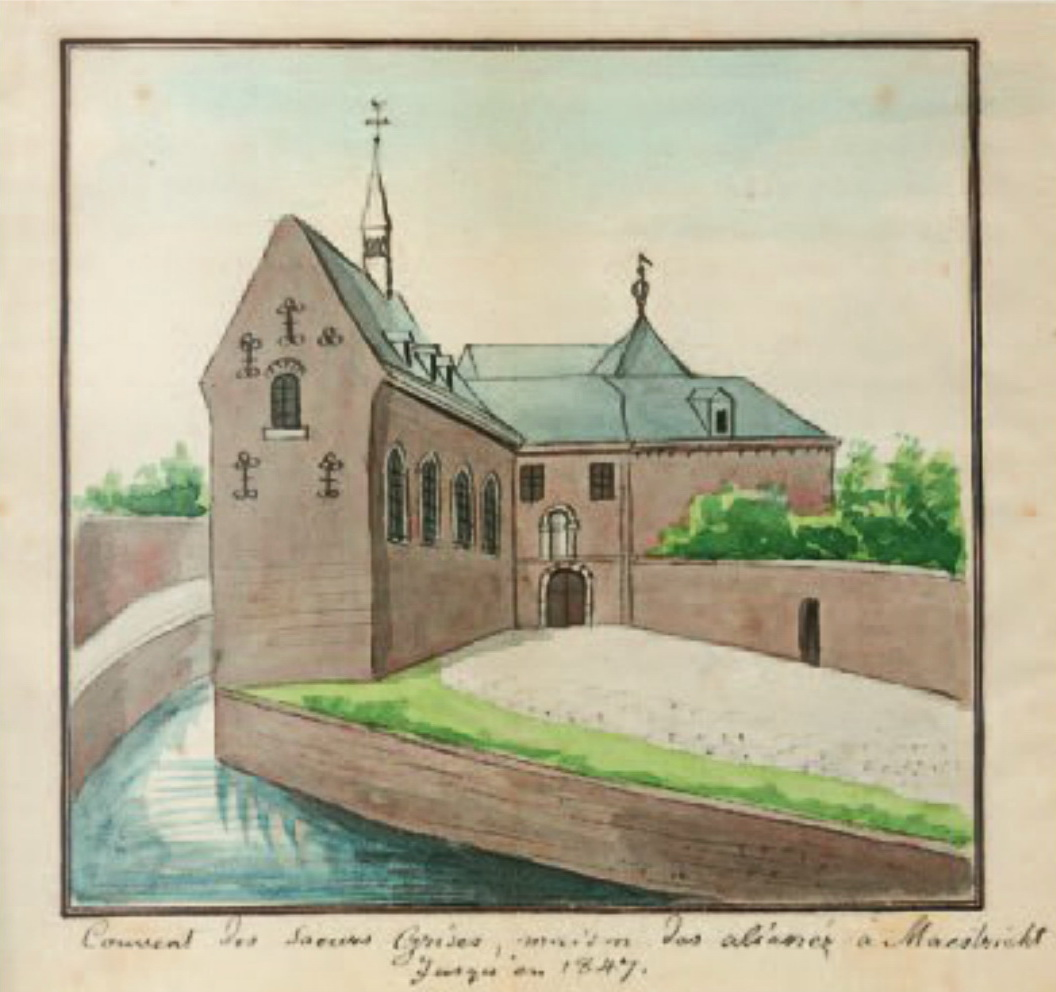
Het Grauwzustersklooster in 1847

Het Grauwzustersklooster (ook: Sint-Elisabethsdal) is een voormalig klooster in het centrum van de Nederlandse stad Maastricht. Het gebouwencomplex aan het De Bosquetplein in het Jekerkwartier is een rijksmonument en biedt al bijna honderd jaar huisvesting aan het Natuurhistorisch Museum Maastricht.

## Geschiedenis

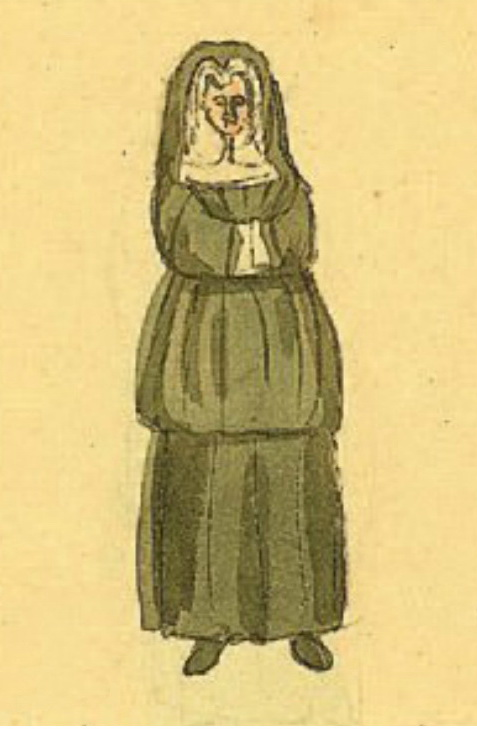
Een grauwzuster

De grauwzusters, zo genoemd naar hun grijze habijt, was een kloosterorde van hospitaalzusters, in de 14e eeuw gesticht te Diest. In 1664 maakten ze hun opwachting in Maastricht. Twee zusters uit het Grauwzustersklooster van Hasselt hielpen bij de verpleging en het afleggen van slechtoffers van de pest, maar moesten daarna weer vertrekken. Ook in 1669 was er een epidemie waarbij de zusters insprongen. Permanente vestiging werd door het Staatse gezag echter niet toegestaan, maar in 1673, bij de bezetting door de Fransen, konden ze alsnog een pand in Maastricht betrekken, onder voorwaarde dat ze in de ziekenverpleging werkzaam bleven. Ze vestigden zich in Huis Stas, een huis van omstreeks 1650. Het verblijf werd uitgebouwd: een poortgebouw uit 1705 en een kapel uit dezelfde tijd werden toegevoegd. Hun werk deden ze met toewijding, maar in 1797 werden alle kloosters opgeheven door het toenmalige Franse gezag. Er woonden toen tien zusters in het klooster. In 1829 werd nog een vergeefse poging gedaan de grauwzusters terug te halen naar Maastricht.
Het verblijf werd nadien gebruikt als krankzinnigengesticht, vanaf 1821 beheerd door het Burgerlijk Armbestuur. Vanaf 1847 woonden er gebrekkige vrouwen en van 1859-81 was het een tehuis voor hulpbehoevende jongens, beheerd door de Broeders van de Onbevlekte Ontvangenis van Maria. Daarna woonden er enige tijd gemeenteambtenaren in het klooster, terwijl de kapel werd verhuurd als atelierruimte aan onder anderen Henri Goovaerts en Frans van de Laar. In 1920 werd het complex verbouwd tot Natuurhistorisch Museum. In 1975-76 werd het gebouw opnieuw gerenoveerd en uitgebreid met een extra vleugel.

## Erfgoed
De kern van het complex bestaat uit het 17e-eeuwse Huis Stas in Maaslandse renaissancestijl met typerende speklagen en sierlijke krulgevels. Het interieur van het pand is nog deels origineel met houten vloeren en een plafond met troggewelven. Ook de twee aangrenzende kloostervleugels stammen uit de 17e eeuw, maar deze zijn later sterk verbouwd. De voormalige kloosterkapel in sobere barokstijl dateert uit 1705. De rechthoekige kapel meet 13,5 x 5,5 m en bestaat uit vijf traveeën. Het interieur is sterk gewijzigd en is thans ingericht als tijdelijke expositieruimte. Van de vijf vensters aan de zuidzijde zijn er drie dichtgemetseld. Aan de oostzijde is waarschijnlijk in de 19e eeuw een sacristie aangebouwd. Het ingangsportaal werd eind 18e eeuw toegevoegd. De sluitsteen met het jaartal 1705 is waarschijnlijk van elders afkomstig.
Van de inventaris zijn diverse kerkmeubels bewaard gebleven. Het hoofdaltaar werd verkocht aan de kerk van Sint-Pieter boven. Het orgel kwam terecht in de parochiekerk van Cadier en Keer.

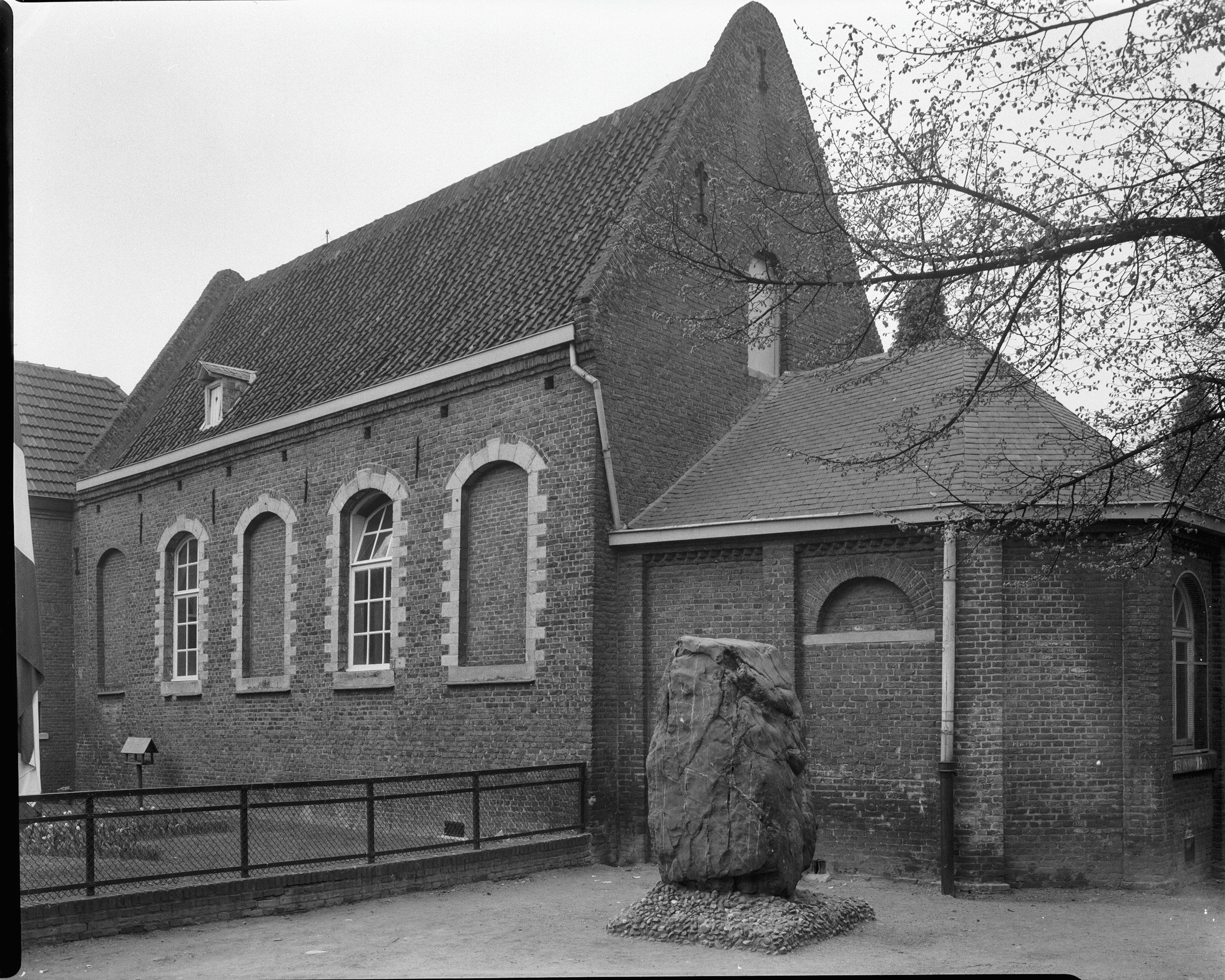
Kloosterkapel
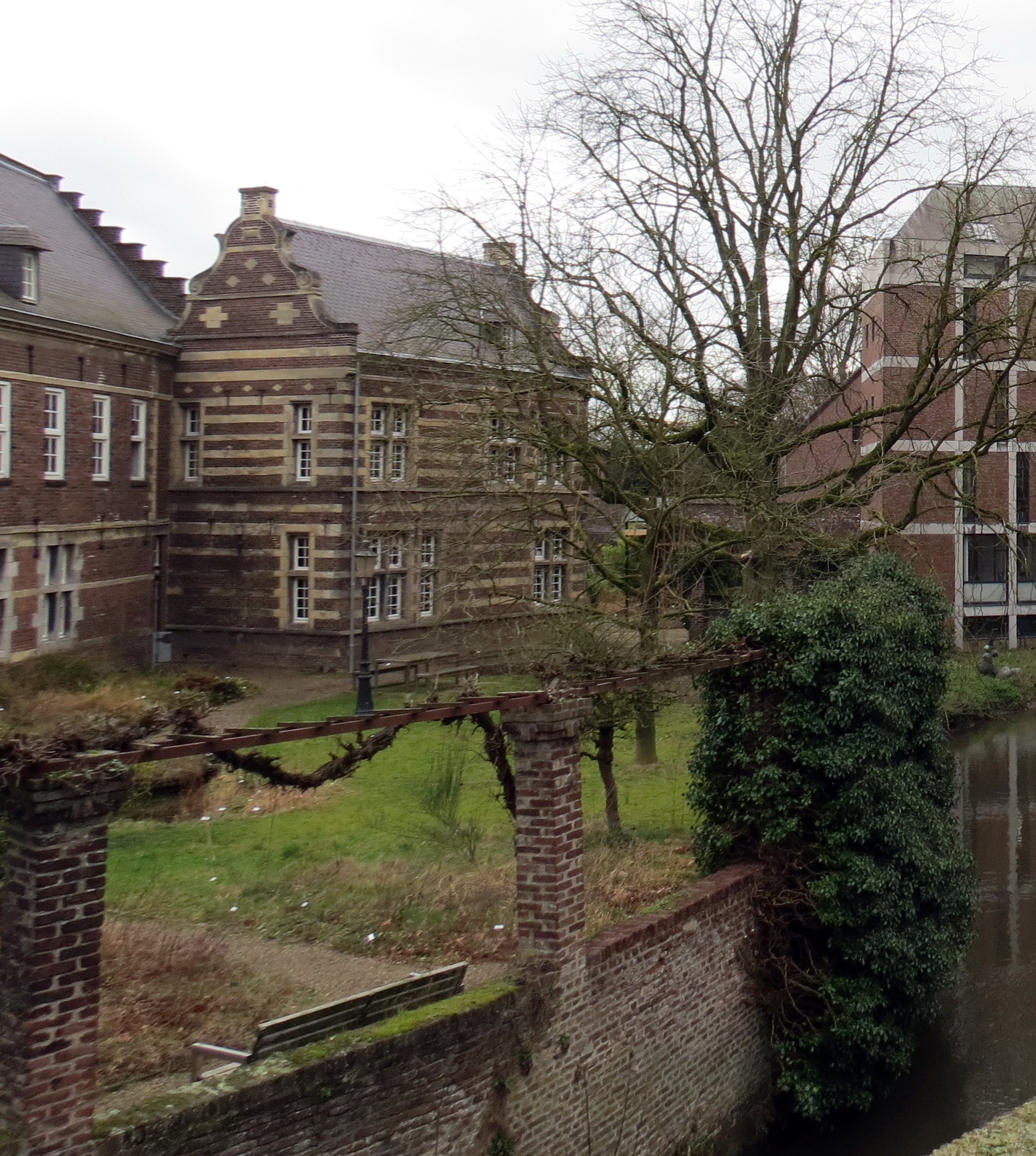
Tuinzijde met Huis Stas
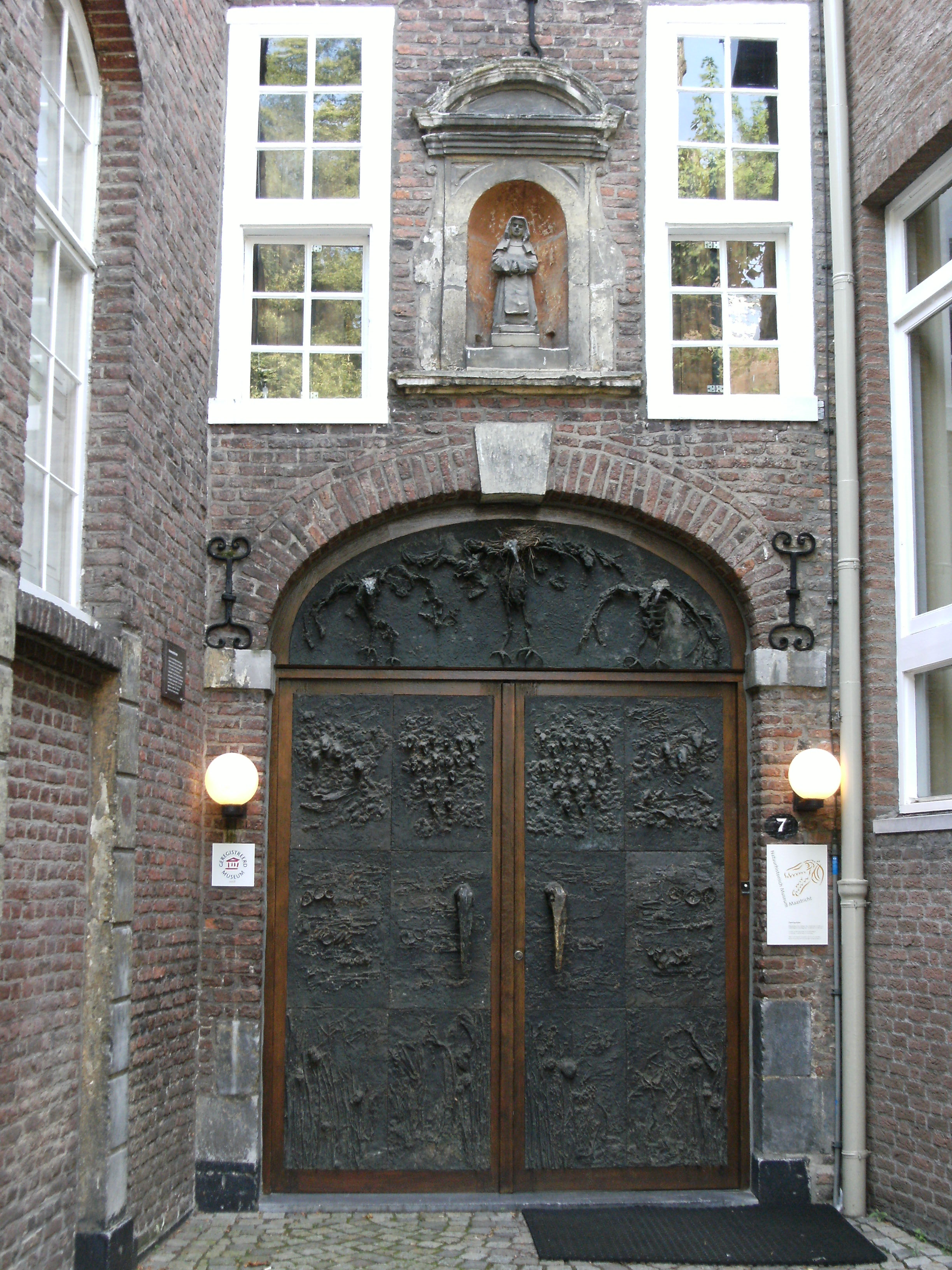
Toegangspoort museum
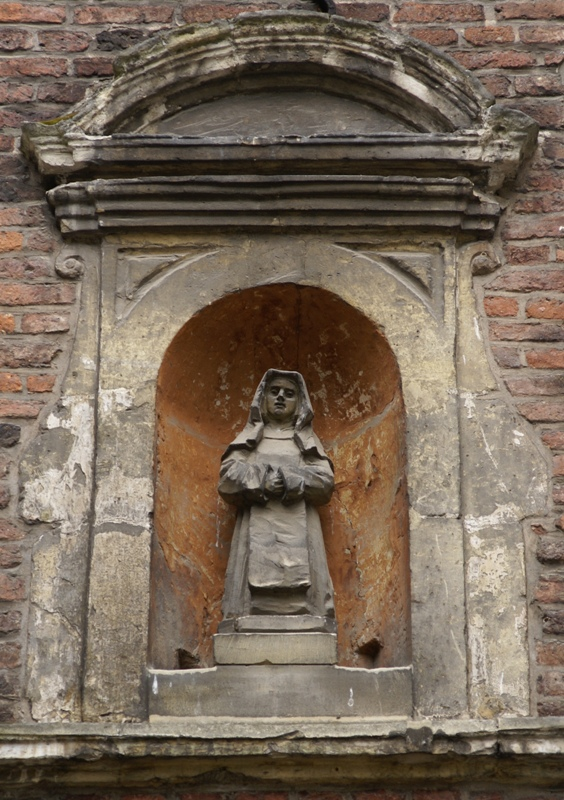
Beeldje boven poort (Frans van de Laar, 1921)